# Повіяв вітер степовий
Повіяв вітер степовий  - українська стрілецька і повстанська пісня. Довгий час цю пісню вважали народною, але нещодавно етнографи дізналися автора твору. Ним виявився 
Іван Маркович Витвицький з Івано-Франківщини. 
Пісню “Повіяв вітер степовий” Іван Витвицький присвятив своєму братові, який був січовим стрільцем і загинув у боях за незалежність України, під час визвольних змагань 1917-1920х років. Ця композиція увійшла в альбом “Наші партизани” співака Тараса Чубая, а також гуртів “Плач Єремії” та “Скрябін”.
Довгий час тривали пошуки автора пісні, зокрема, О. Правдюк у збірці пісень, яку він уклав в 1991 році, наводячи цю пісню, подає таку примітку: “Повіяв вітер степовий”, пісня стрілецька автор невідомий, створена за фольклорними мотивами про смерть вояка. У широко відомих фольклорних пісенниках, а також у збірниках “Великий пісенник Червоної калини” Зиновія Лиська, “Стрілецькі пісні" Ярослава Ярославенка не друкувалася.
Останній час пісня "Повіяв вітер степовий" часто виконується з концертної естради, відомим бандуристом Остапом Стахівим, а також чоловічим вокальним квартетом “Явір” .

## Текст
Повіяв вітер степовий,
Трава ся похилила.
Впав в бою стрілець січовий, |
Дівчина затужила. | (2) 

А був то хлопець молодий,
Його б лишень кохати.
Він впав, як той сухий листок, |
Повік буде лежати. | (2) 

Летить ворон з чужих сторон
Та й жалібненько кряче:
"Вставай, козаче молодий, |
Твоя дівчина плаче!" | (2) 

Заплаче мати не одна,
Заплаче й чорнобрива,
Бо не одного козака, |
Сира земля накрила. | (2) 

Повіяв вітер степовий,
Трава ся похилила.
Впав в бою стрілець січовий, |
Дівчина затужила. | (2) 